# Luisenstraße 186 (Mönchengladbach)

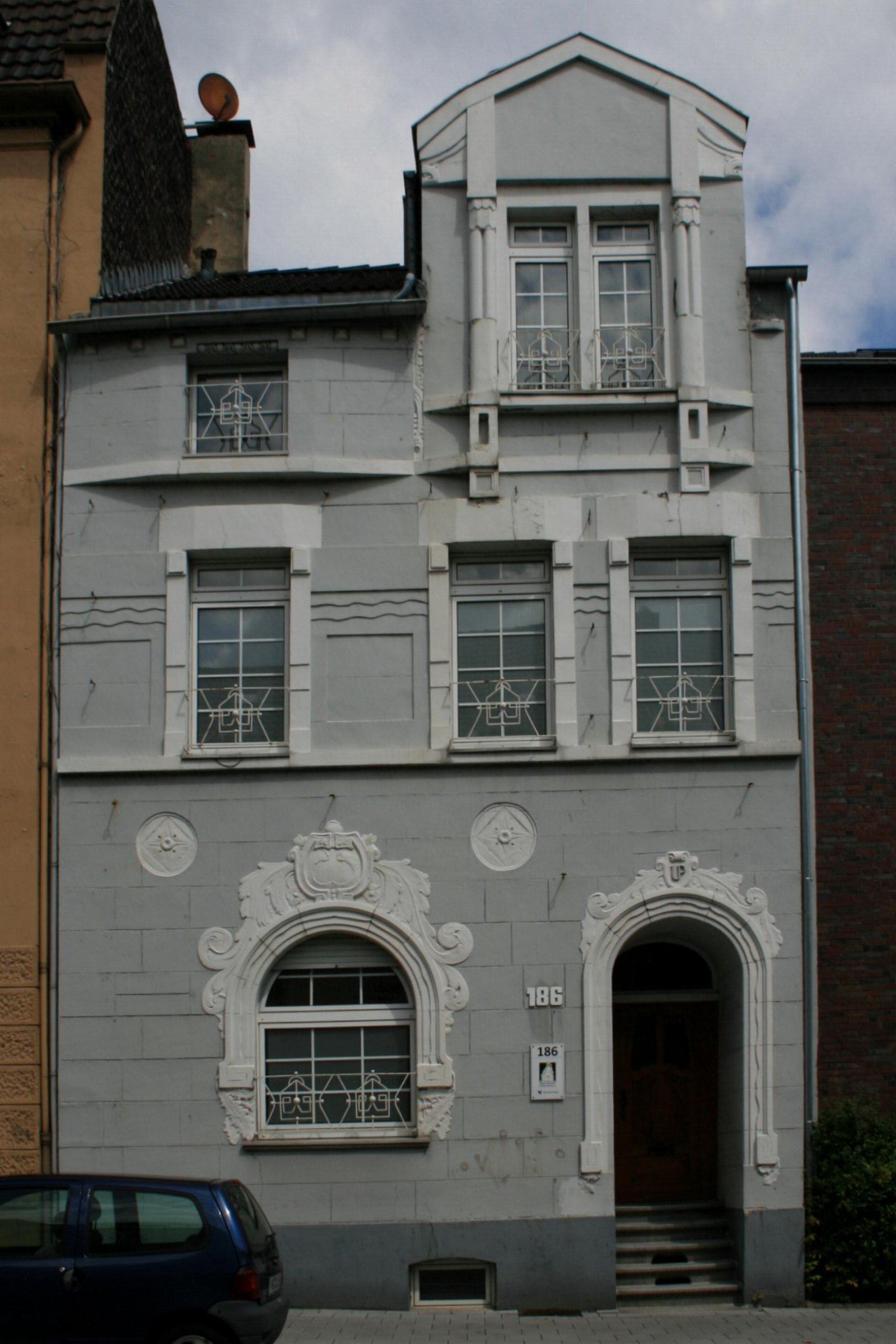
Wohnhaus (2010)

Das Wohnhaus Luisenstraße 186 befindet sich in Mönchengladbach (Nordrhein-Westfalen) im Stadtteil Westend.
Das Gebäude wurde 1905 erbaut. Es wurde unter Nr. L 011 am 14. Mai  1985 in die Denkmalliste der Stadt Mönchengladbach eingetragen.

## Architektur
Bei dem Objekt handelt es sich um ein zweieinhalbgeschossiges, unterkellertes und mit einem Satteldach gedecktes Einzelwohnhaus von drei Fensterachsen. Die straßenseitige Traufe wird von einem großen, übergiebelten Dacherker überragt.
Die Fassade des Hauses Luisenstraße 186 ist als Bestandteil der weithin intakten Fassadenabwicklung des in der Zeit der Jahrhundertwende entstandenen Straßenzuges erhaltenswert.